# Comito
Comito (en grec moderne : Κομιτὼ) est la sœur aînée de l'impératrice Théodora. Comme elle et leur sœur Anastasie, elle est la fille d'un dresseur d'ours, nommé Akakios, et d'une danseuse.
À la suite du mariage de Théodora avec Justinien Ier, elle devient la belle-sœur de l'empereur. Elle épouse en 528 le général Sittas, l'un des proches collaborateurs de Justinien. Leur fille deviendra impératrice sous le nom de Sophie.

## Historiographie
Les principales sources à son sujet sont issues de l'Histoire Secrète de Procope de Césarée. Comito est également mentionnée dans les écrits de Jean Malalas, Théophane le Confesseur et Georgios Kedrenos.
La plupart des informations sur la première partie de sa vie viennent de l'Histoire Secrète de Procope de Césarée. Publié à titre posthume, l'ouvrage montre un homme profondément déçu par ses dirigeants. Les exagérations de Procope, ainsi que les détails qu'ils laissent, à la fois violents et pornographiques, jette le doute sur l'authenticité de certains faits, si bien qu'il est parfois difficile de discerner le vrai du faux.

## Jeunesse
Le père de Comito, Akakios, était un dresseur d'ours rattaché à l'hippodrome de Constantinople qui appartenait à la faction des Verts (groupe de supporters). Sa mère, dont le nom ne nous est pas parvenu, était une danseuse et actrice.
Après la mort d’Acacius vers 503, la mère trouve, semble-t-il, un nouveau compagnon qui reprend la fonction de gardien des ours pour la faction des Verts et est responsable devant un certain Astérios. Accompagnée de Théodora, Comito se rend régulièrement au Kynêgion où elle apprend à dompter des ours, des chevaux, des chiens ou encore des perroquets colorés importés d’Orient.
Lorsque leur beau-père est « démis de sa charge » par Astérios, leur mère les emmène dans l'hippodrome. Coiffée de couronnes et habillées de blanc, elles se présentent comme des suppliantes devant la foule. Astérios, le choreographos des Verts, refuse de les écouter. Elles se tournent alors vers la faction des Bleus, qui les intègre dans leur groupe.
Procope raconte: 

« Acacius était le gardien des bêtes sauvages utilisées dans l'hippodrome de Constantinople; il appartenait à la Faction des Verts et était surnommé le gardien des ours. Cet homme vécut pendant le règne d'Anastase. Il tomba malade et mourut, laissant orphelines trois filles nommées Comito, Théodora et Anastasia, alors que l'aîné (Comito) n'avait pas encore sept ans. Sa veuve prit alors un deuxième mari, qui reprit la profession d'Acacius et l'aida à entretenir la famille. Comme son père, il travaillait pour Astérios, le maître de ballet des Verts. Corrompu, ce dernier les démit de cette charge, et embaucha un autre homme qui l'avait acheté pour reprendre la fonction de gardien des ours. Les maîtres de ballet avaient en effet le pouvoir de distribuer les postes selon leurs souhaits. »

 James Allan Evans, un historien moderne, indique que les numéros d'animaux, qu'animait la famille, avaient lieu pendant les entractes qui séparaient les différentes courses de chars. Le poste de dompteur pour les différentes factions se transmettait de père en fils. Mais Acacius n'avait pas laissé de fils. Le nouveau mari de la mère de Comito et Théodora avait donc une position plus faible pour revendiquer le poste.

« Quand cette femme (leur mère) vit que le peuple était rassemblé dans l'amphithéâtre, elle plaça des couronnes de laurier sur la tête de ses filles et dans leurs mains, et les fit s'asseoir sur le sol comme le font les suppliants, en face de la Tribune des Verts. Ceux-ci traitèrent la mère et ses filles avec indifférence; elles se tournèrent alors vers la faction des Bleus, situés sur la tribune opposée. Ceux-ci avaient vu leur propre dresseur d'ours mourir peu avant. Ils décidèrent donc de les intégrer à leur faction. »

Evans note que Théodora, une fois devenue impératrice, favorisa plus tard la faction des Bleus, car ceux-ci avaient sauvé sa famille du chômage et de la pauvreté.
Quand les trois sœurs devinrent adolescentes, leur mère leur fit découvrir progressivement le monde du théâtre, « à mesure que chacune lui semblait mûre pour la tâche ». En tant qu'aînée, Comito inaugura l'expérience théâtrale des trois sœurs et rencontra un succès notable. Avec Théodora, elles montèrent un petit théâtre de variétés, basé essentiellement sur des gestes et des interventions physiques et peu de paroles. Pour l'historien Paolo Cesaretti, il est probable que les deux sœurs aient proposé de petites interventions dans lesquelles la petite Théodora joue le rôle du serviteur, et sa sœur Comito celui de la maîtresse. Théodora accompagnait sa sœur, « vêtue d'une courte tunique à manches, comme une jeune esclave. Parmi les services qu'elle lui rendait, elle portait toujours sur le dos le tabouret sur lequel l'autre s'asseyait d'ordinaire ».
Par la suite, leur mère décida d'en faire des courtisanes. Procope de Césarée rapporte ainsi que « Comito était devenue l'une des principales Hétaïres (prostituées de luxe) de la cité ». Grâce à ses revenus d'actrice et aux éventuelles rentrées complémentaires auxquelles fait allusion Procope, Comito put ainsi apporter un équilibre financier à la famille.
Les détails concernant la suite de la carrière d'actrice de Comito (elle put avoir besoin d'un impresario ou d'un protecteur) et sur son lieu de résidence restent inconnues. Néanmoins, Cesaretti note qu'il est vraisemblable que la mère veilla, de près ou de loin, sur la carrière de sa fille.

## Mariage
Le chroniqueur byzantin Jean Malalas rapporte que Comito épousa le général Sittas en 528. Leur mariage est également mentionné dans les écrits de Théophane le Confesseur et Cedrenus.
Sittas et Comito seraient les parents de Sophie, qui devint, comme Théodora, impératrice de Byzance, et qui est mentionnée dans les différents écrits comme la nièce de Théodora. Il n'existe aucune indication concernant un possible mariage d'Anastasia, l'autre sœur de Théodora et Comito. Il est donc probable que Sophie soit la fille de Comito.